# アマゾンモーリー
アマゾンモーリー（学名Poecilia formosa、英名Amazon molly）は、カダヤシ属に分類される淡水魚の一種。雌性発生による無性生殖で繁殖する。すなわち、雌は雄と配偶する必要はあるものの、母親はもともと二倍体の卵を作っており、交尾した雄の遺伝子が卵に取り込まれることは通常ない。そのため、母親のクローンが産まれることになる。この性質により、アマゾンモーリーは種の全個体が雌である。本種の一般名は、雌しかいないという特徴をギリシア神話に登場する女だけの部族アマゾーンになぞらえたものである。メキシコ北東部の暖かい淡水やテキサス州のリオ・グランデ川、ニュエセス川の原産である。

## 生殖
本種の卵は精子の刺激がないと発生を開始しないため、多種の雄と配偶する必要がある。自然では、4つの別の種P. latipinna、P. mexicana、P. latipunctata、P. sphenopsの雄と配偶するが、前述の通りその雄の遺伝子は子に伝わらない。他に、ごくまれに生じる同種の雄（三倍体）と配偶することもあるが、この場合も雄の遺伝子が卵に取り込まれることはない。雄は非常に珍しく、本種の繁殖に必要でないため、アマゾンモーリーは全て雌だとみなされている。
アマゾンモーリーは、生後1カ月から6カ月で性的に成熟し、30日から40日ごとに60匹から100匹の子供を産む。

## 起源
無性生殖の動物は有性種の交雑によって起源することが多いが、本種もP. latipinnaとP. mexicanaの交雑によって生じたとされている。とくに母親のみを通じて伝わるミトコンドリアDNAの研究から、前者の雄と後者の雌の間に産まれた雑種が本種の祖先であることがわかっている。